# Harun Yahya

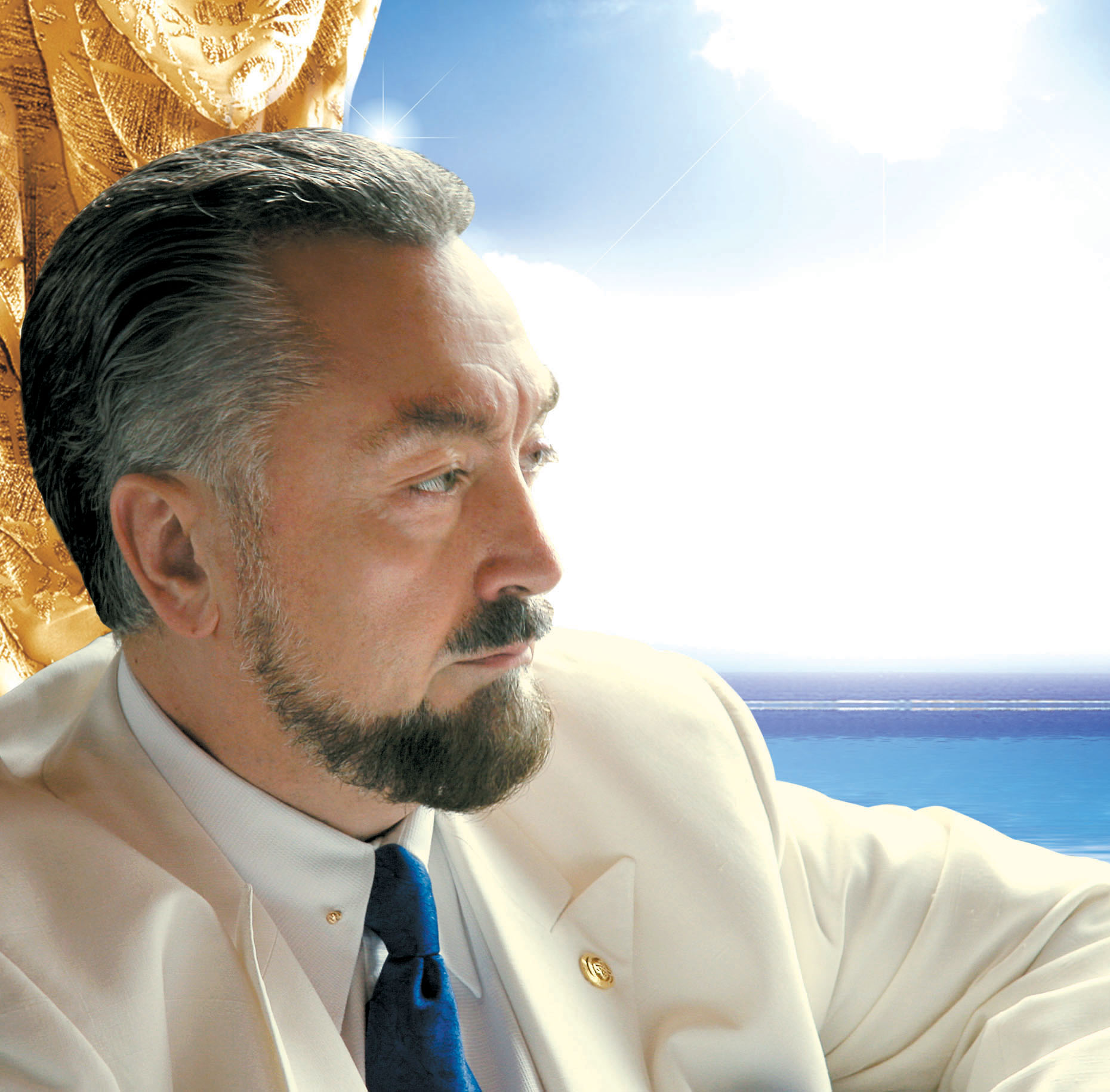
Unter dem Pseudonym Harun Yahya veröffentlichte Oktar über 300 Bücher, meist mit kreationistischem Inhalt

Harun Yahya (* 2. Februar 1956 in Ankara), mit bürgerlichem Namen Adnan Oktar, ist ein türkischer Sektenführer, Publizist, Televangelist und einer der bekanntesten Kreationisten der islamischen Welt. Er wurde bekannt als Moderator einer Sendung im Satelliten- und Streaming-Sender A9 TV. Zumindest bis Oktober 2000 leugnete er den Holocaust. Harun Yahya ist Autor zahlreicher kreationistischer Bücher, Filme und Webseiten. Oktar wurde im Juli 2018 verhaftet und am 11. Januar 2021 zu einer 1075-jährigen, im November 2022 sogar zu einer 8658-jährigen Freiheitsstrafe wegen Freiheitsberaubung, sexuellen Missbrauchs und Körperverletzung in mehreren Fällen sowie Gründung und Leitung einer kriminellen Vereinigung verurteilt.

## Leben und Werke
Oktar studierte Innenarchitektur, beendete sein Studium jedoch nicht. Er begann seine Karriere mit Predigten vor jungen Angehörigen der Oberschicht von Istanbul.
1988 zog Oktar den Unwillen islamisch-konservativer Kreise auf sich, als er seinen Anhängerinnen befahl, das Kopftuch abzulegen. Ferner reduzierte er unter anderem die Zahl der täglichen Pflichtgebete von fünf auf zwei. Oktar machte erstmals in den 1990er Jahren als Anführer einer Sekte von sich reden, die in mehrere Sexskandale verwickelt war.
1995 gründete er eine Stiftung. In den Folgejahren veröffentlichte er Bücher über Kreationismus.
2008 wurde Oktar wegen Bildung einer kriminellen Vereinigung von einem türkischen Gericht zu drei Jahren Haft verurteilt. Diese Verurteilung wurde durch die nächsthöhere Gerichtsinstanz aufgrund schwerer Verfahrensfehler Anfang 2010 aufgehoben. Das Gericht befand ihn damals für psychisch krank, und er verbrachte danach 10 Monate in einer psychiatrischen Klinik. Der Fall sollte erneut aufgerollt werden.
2011 wurde er einem größeren Publikum bekannt, nachdem er seinen Satelliten- und Streaming-Sender A9 TV ins Leben rief. Auf seinem Sender umgab er sich während seiner Talkshows, in denen er über religiöse und politische Themen predigte, mit jungen Frauen, die er «kedicik» nennt – die Kätzchen.
Im Februar 2018 klagte eine religiöse Gewerkschaft ihn unter anderem wegen der Verletzung religiöser Gefühle an. Strafanzeigen und Gerüchte über Drogen, Prostitutionsvorwürfe und Sexorgien hatten das Wirken des Sektenführers schon länger begleitet. Die türkische Medienaufsicht RTÜK unterband daraufhin mehrfach die Übertragung und verhängte hohe Bußgelder, weil darin gegen die Gleichberechtigung der Geschlechter verstoßen und Frauen erniedrigt wurden. Zuvor hatte der neue Leiter der Staatlichen Religionsbehörde in der Türkei, Ali Erbaş, öffentlich sowohl die spirituelle Mission wie auch den psychischen Gesundheitszustand Oktars angezweifelt.
Am 11. Juli 2018 wurde Oktar in Istanbul zusammen mit einigen Hundert Anhängern festgenommen, nachdem er auf die Fahndungsliste des Finanzdezernats gesetzt worden war. Ihm wurden unter anderem die Gründung einer kriminellen Vereinigung und „Betrug durch Missbrauch von Glauben und religiösen Gefühlen“ zur Last gelegt. Der Sekte werden aber auch Kindesmisshandlung, sexuelle Übergriffe, Entführung, Erpressung sowie politische und militärische Spionage vorgeworfen. Es wurden insgesamt 235 Haftbefehle erteilt. Die Verdächtigen wurden in fünf türkischen Provinzen festgenommen.
Oktars Maßregelung wurde als Teil der geänderten Politik in der Nach-Gülen-Ära in der Türkei gesehen. Nach dem Bruch mit der einst verbündeten, mittlerweile zur Terrororganisation erklärten Bewegung des Predigers Fethullah Gülen richtete die politische Führung in Ankara den Umgang mit der Vielzahl islamistischer Gruppen, Sekten und Stiftungen im Land neu aus.
Oktar wurde im Juli 2018 verhaftet und am 11. Januar 2021 unter anderem wegen Freiheitsberaubung, Quälerei, wegen der Gründung und Leitung einer kriminellen Organisation und in insgesamt 34 Missbrauchsfällen schuldig gesprochen – sieben davon im Zusammenhang mit Kindern. Er wurde im Jahr 2021 zu insgesamt 1075 Jahren Haft verurteilt – jedoch hob ein Berufungsgericht das Urteil wieder auf. Im November 2022 wurde Yahya unter anderem des sexuellen Missbrauchs und der Freiheitsberaubung schuldig gesprochen und zu 8658 Jahren Freiheitsstrafe verurteilt. Zehn Mitangeklagte wurden laut Anadolu ebenfalls zu jeweils 8658 Jahren Haft verurteilt.

### Kreationismus
Harun Yahya kooperierte zeitweise mit dem christlichen Institute for Creation Research von Duane Gish, später eher mit dem Führer der Intelligent-Design-Bewegung Michael Behe. Beide sind führende Vertreter des Kreationismus in den USA.
Zum amerikanischen Intelligent Design äußerte er sich 2008 folgendermaßen in einem Spiegel-Interview:

„Ich finde dieses Konzept des Intelligent Design ziemlich unehrlich. Man sollte aufrecht an die Existenz Allahs glauben, man sollte für die Religion eintreten, für den Islam oder das Christentum. Das Konzept des Intelligent Design behauptet, die Dinge seien irgendwie erschaffen worden, aber nicht von wem. Man sollte klar sagen: Das war Allah.“

Der Darwinismus verursachte laut Yahya die beiden Weltkriege und sei ferner die Ursache für „Rassismus, Faschismus und Kommunismus und viele andere barbarische Weltanschauungen“ gewesen. Auch der Terrorismus und mit ihm die Terroranschläge am 11. September 2001 wurden seiner Ansicht nach durch den Darwinismus verursacht.

### Atlas der Schöpfung
In seinem Opus Magnum „Atlas of Creation“, einem sechs Kilogramm schweren Buch, versuchte Oktar darzustellen, dass sich die heute auf der Erde lebenden Tiere und Pflanzen seit Jahrmillionen nicht verändert haben sollen. Dies soll mit entsprechenden, nebeneinander gezeigten Fotos von Fossilien und den angeblich dazugehörenden lebenden Tiere oder Pflanzen nachgewiesen werden. Vielfach ist allerdings leicht erkennbar, dass es sich nicht wie behauptet um dieselben Lebewesen handelt. So wird zum Beispiel ein Seestern mit einem Schlangenstern gleichgesetzt, obwohl es sich dabei sogar um Tiere aus unterschiedlichen biologischen Klassen handelt, eine angebliche Forelle ist tatsächlich ein Weißfisch und eine abgebildete Kammmuschel wird fälschlicherweise als Auster bezeichnet, weder die eine noch die andere sind überhaupt Fossilien. Auch wurden Fotos von Angelködern verwendet, die einer Spinne und einem Insekt nachempfunden waren. Auf einer dieser Abbildungen ist sogar der Angelhaken zu erkennen.
2007 sandte Yahya Tausende Kopien seines Buches an westliche Wissenschaftler, unter anderem auch an den Evolutionsbiologen Richard Dawkins von der University of Oxford und den Biologen Kevin Padian der University of California. Beide lehnten das Werk als unwissenschaftlich ab.

### Haltung zu Zionismus und Judentum
Ein weiteres Thema, zu dem Harun Yahya publiziert, ist der Zionismus, den er für rassistisch und für eine Folge des Darwinismus hält, wobei er sich auf den französischen Rechtsextremisten und verurteilten Holocaustleugner Roger Garaudy beruft. Harun Yahya behauptet, der Zionismus strebe nach der Weltherrschaft und stelle eine Bedrohung für den Weltfrieden dar.
In der Vorstellungswelt Yahyas haben Juden die Tora gefälscht. Der Talmud rate zu einem aggressiven, egoistischen und rassistischen „Modell“ und gebiete, Evangelien zu verbrennen, wenn man ihrer habhaft werde. Traditionen zufolge, die aus dem Talmud entstammten, müssten gläubige Juden laut Yahya dreimal auf die Erde spucken, wenn sie eine Kirche oder eine Abbildung Jesu sähen. Yahya spricht ferner von einer „Degeneration“, die man im Judentum feststellen könne. Yahya postuliert eine heimliche Zusammenarbeit zwischen dem Juden- und dem Freimaurertum. Die Juden bzw. Zionisten und Freimaurer werden auf Yahyas Webpräsenz folgendermaßen beschrieben:

„Gerade in dieser Zeitspanne wurden die Forschungen über das Judentum und die Freimaurerei von Adnan Oktar bereit für die Publizierung. Der Grund warum Adnan Oktar sich entschied dieses Thema zu recherchieren war, dass die Juden im Koran gegen die Gläubigen als der größte Feind bezeichnet sind. Adnan Oktar stellte nach seiner Recherche die Tätigkeiten der Zionisten in unserem Land fest, und sah, dass diese von seinem geheimen Orden, die Freimaurerei durchgeführt wird. Es existierte ein geheimer Einfluss der Freimaurerei auf einem sehr großen Kreis wie Staatsangehörigen, Akademikern, Bürokraten, Politikern und Medienkonzernen. Ihre Hauptaufgabe war die moralischen und religiösen Werte unseres Volkes stufenweise zu zerstören; und sie, wie es in einer Verse der abgeänderten Thora angegeben ist, zu ‚Feldtieren‘ umzuwandeln. Mit dieser Absicht wurde besonders den Jugendlichen und allen Schichten der Gesellschaft die materialistische Logik, die Evolutionstheorie, die unreligiöse und unmoralische Lebensart in verschiedenen Arten angeeignet. Die Freimaurer führten zwischen den Staatsangehörigen, der Presse und in den Lehrämtern, bei dieser Massenpropaganda die Hauptrolle.“

„Das Nazi-Zionisten-Bündnis wurde mit der Absicht gebildet, die deutschen Juden aus Deutschland nach Palästina zu übersiedeln, nicht um diese Menschen massenhaft zu vernichten. (…) Der angebliche ‚Judengenozid‘ im Zweiten Weltkrieg ist nichts anderes als eine Übertreibung einiger kriegsbedingter Verluste. Mit anderen Worten hat ein ‚Judengenozid‘ zu keiner Zeit stattgefunden.“

Sein Buch Soykırım Yalanı: Siyonist-Nazi İşbirliğinin Gizli Tarihi. (Istanbul 2005, deutsch: „Die Völkermordlüge. Die geheime Geschichte der Zusammenarbeit zwischen Zionisten und Nazis.“) ist ein Beispiel für seine Holocaustleugnung. Der zeitweilige Vertrieb seiner Werke durch Millî Görüş fand 2003 Eingang in einen Verfassungsschutzbericht. Von dem von ihm propagierten Vorwurf eines Nazi-Zionisten-Bündnisses hat er sich mittlerweile distanziert.

## Verschiedenes
Harun Yahya vertritt die Ansicht, dass der Koran Informationen über die Zukunft biete. So seien auch die Erforschung des Weltraums, die Entwicklung von Flugzeugen, die energetische Nutzung von Windkraft und weitere technische Errungenschaften wie Bildübertragung, Elektrizität, Computertechnologie und Roboter bereits im Koran beschrieben oder angedeutet. In seinem Buch „Die Wunder des Quran“ beschreibt Yahya Dutzende Phänomene, die er im Text des Koran wiedererkannt haben will. Er folgt auch der von Rashad Khalifa entwickelten Theorie über die Zahl 19. Yahya sieht einen Zusammenhang zwischen dem Koran, der Zahl 19 und dem Pascalschen Dreieck.
Der Zusammenhang der Zahl 19 mit dem pascalschen Dreieck gemäß der Reihenfolge der Hinabsendung der Quranverse. Die 96. Sure, die zuerst offenbart wurde, ist die 19. Sure von hinten. Sie besteht aus 19 Versen, und in ihr gibt es insgesamt 285 (19 x 15) Buchstaben. In den ersten 5 Versen gibt es 76 (19 x 4) Wörter. Die zuerst offenbarten Verse der 68. Sure, die als zweite offenbart wurde, bestehen aus 38 (19 x 2) Wörtern. Die 73. Sure, die die dritte Offenbarung ist, besteht aus 57 (19 x3) Wörtern.
Harun Yahya machte in Interviews gelegentlich Andeutungen, dass der zu erwartende endzeitliche Mahdi ihm ähnele. Die Beschreibungen in den Quellen träfen auf ihn zu: die Augenbrauen, die breite Stirn, die Haarfarbe, Bart, das strahlende Gesicht, gerade Zähne, Muttermal, Stirnfurche, Körpergröße, breite Schultern usw. Auch die Abstammung vom Propheten treffe auf ihn zu. Der Name des erwarteten Messias könne Adnan lauten. Auch sein eigenes Geburtsjahr 1956 bezeichnet er als für die Endzeit wichtiges Jahr. Ferner werde der Mahdi in Istanbul erscheinen und den Darwinismus dem Erdboden gleichmachen. Er würde jedoch niemals behaupten, der erwartete Mahdi zu sein.

## Moderne Medien
Ende der 1990er Jahre entdeckte er das Internet als geeignetes Medium zur Verbreitung seiner Ideen, wodurch er vor allem in der muslimischen Diaspora Europas und Nordamerikas bekannt wurde. Oktars Filme werden, wenn überhaupt, meistens von religiös-konservativ ausgerichteten Fernsehstationen ausgestrahlt. Alle seine Filme sind über das Internet gebührenfrei abrufbar. Die Filme decken dasselbe inhaltliche Spektrum ab wie seine Bücher. Sie sind mit Musik untermalt und mit einigem technischen Aufwand produziert, enthalten jedoch oft nicht gekennzeichnetes Material der BBC und des Discovery Channel.
Oktar ließ in der Türkei mehrfach Webseiten verbieten, die ihn seiner Meinung nach diffamierten. Es ist bekannt, dass so per Gericht der Zugriff auf 63 Seiten in der Türkei verboten wurde. Prominente Opfer waren die Homepages von Richard Dawkins (der Evolutionsbiologe und Oxford-Professor hatte zwei Jahre warten müssen, bis ein Gericht in Istanbul die Sperrung seiner Webseite RichardDawkins.net aufhob), von Turan Dursun, Webseiten wie www.ateizm.org, www.egitimsen.org.tr (türkische Gewerkschaft für Bildung) sowie auch die Zeitung Vatan.

## Dokumentarfilm
- Inside The Weird World of an Islamic 'Feminist' Cult, Broadly VICE mit Moderatorin Meher Ahmad, 20. November 2015